# Fritz Wagnerberger
Fritz Wagnerberger (n. 14 iunie 1937, Traunstein – d. 23 martie 2010) a fost un schior german. El a fost campion olimpic și de cinci ori campion național german. A participat la competiții de schi coborâri, slalom și slalom uriaș. Fritz Wagnerberger a fost timp de 19 ani președintele Federației Germane de Schi (DSV). 

## Rezultate sportive
Jocurile Olipice de iarnă
- Squaw Valley 1960: loc. 15. la slalom uriaș
- Innsbruck 1964: loc. 12. la coborâri

Campionatul mondial de schi
- Bad Gastein 1958: 11. slalom, 11. slalom uriaș
- Chamonix 1962: 14. la coborâri

Campionatul național german de schi
- campion național de schi la coborâri  în anii 1956, 1958 și 1961
- campion național de schi la slalom uriaș  în anii 1962 și 1964